# 色摩雄貴
色摩 雄貴（しかま ゆうき、1997年10月1日 - ）は、千葉県柏市出身のサッカー選手。関東サッカーリーグ・エリース東京FC所属。ポジションはフォワード(FW)。

## 来歴
鹿島アントラーズアカデミー出身で、ユース時代の同期には町田浩樹、平戸太貴、田中稔也、垣田裕暉がいる。同時代はトップチームの紅白戦でプレーする機会もあったが昇格は果たせず、東京学芸大学に進学。
2020年、いわてグルージャ盛岡に加入。なお在学中はサッカーと並行して就活し、商社やコンサルティング会社から内定を得ていたが、Jリーガーが第一志望だったため、入団を決めた。
2023年、エリース東京FCに完全移籍。

## プレースタイル
スピードに乗ったドリブルと縦への推進力で相手を切り裂くアタッカー。

## 所属クラブ
- 柏ラッセルFC [3]
- 鹿島アントラーズジュニアユース [3]
- 鹿島アントラーズユース [3]
- 東京学芸大学
- 2020年 - 2022年  いわてグルージャ盛岡
- 2023年 -  エリース東京FC

## 個人成績
| 国内大会個人成績 | 国内大会個人成績 | 国内大会個人成績 | 国内大会個人成績 | 国内大会個人成績 | 国内大会個人成績 | 国内大会個人成績 | 国内大会個人成績 | 国内大会個人成績 | 国内大会個人成績 | 国内大会個人成績 | 国内大会個人成績 |
| 年度             | クラブ           | 背番号           | リーグ           | リーグ戦         | リーグ戦         | リーグ杯         | リーグ杯         | オープン杯       | オープン杯       | 期間通算         | 期間通算         |
| 年度             | クラブ           | 背番号           | リーグ           | 出場             | 得点             | 出場             | 得点             | 出場             | 得点             | 出場             | 得点             |
| 日本             | 日本             | 日本             | 日本             | リーグ戦         | リーグ戦         | リーグ杯         | リーグ杯         | 天皇杯           | 天皇杯           | 期間通算         | 期間通算         |
| ---------------- | ---------------- | ---------------- | ---------------- | ---------------- | ---------------- | ---------------- | ---------------- | ---------------- | ---------------- | ---------------- | ---------------- |
| 2020             | 岩手             | 32               | J3               | 16               | 1                | -                | -                | -                | -                | 16               | 1                |
| 2021             | 岩手             | 13               | J3               | 26               | 6                | -                | -                | 3                | 1                | 29               | 7                |
| 2022             | 岩手             | 13               | J2               | 16               | 2                | -                | -                | 1                | 0                | 17               | 2                |
| 通算             | 日本             | 日本             | J2               | 16               | 2                | -                | -                | 1                | 0                | 17               | 2                |
| 通算             | 日本             | 日本             | J3               | 42               | 7                | -                | -                | 3                | 1                | 45               | 8                |
| 総通算           | 総通算           | 総通算           | 総通算           | 58               | 9                | -                | -                | 4                | 1                | 59               | 9                |

- Jリーグ初出場：2020年6月27日 J3第1節 vsブラウブリッツ秋田（いわぎんスタジアム）